# Єреміївка
Єремі́ївка (у минулому — Бішофсфільд) — село в Україні, у Роздільнянській міській громаді Роздільнянського району Одеської області. Адміністративний центр однойменного старостинського округу. Населення становить 688 осіб. Розташоване за 30 км на південний схід від районного центру. Повз село проходить автошлях державного значення Т 1618 (/Р-33/ - Роздільна - с. Єреміївка - /М-05/).

## Історія

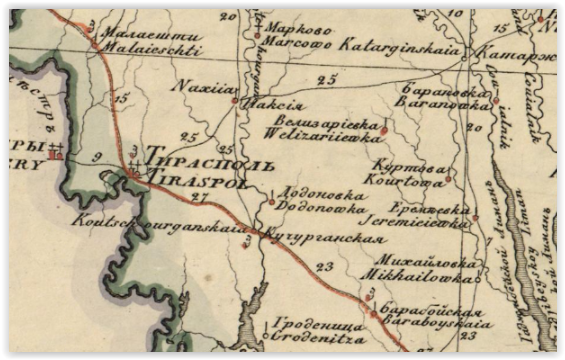
Село на мапі 1821 року

Про слободу Єреміївка прапорщика Гелескула Єремія перші дані датуються 21 жовтня 1793 року; було три будинки, проживало 6 чоловіків і 8 жінок. Засновники були вихідцями з кучурганської колонії.
27 вересня 1831 року Височайше затверджено Государем Імператором Миколою I селище — маєток поміщика Одеського повіту Губернського секретаря Костянтина Біцилі — перейменувати в містечко, де будуть проходити 4 річні ярмарки: 9 травня, 29 червня, 6 серпня й 1 жовтня (за старим стилем).
В 1859 році у власницькому містечку Єреміївка 1-го стану (станова квартира — містечко Василівка) Одеського повіту Херсонської губернії, було 26 дворів, у яких мешкало 83 чоловіка і 88 жінок. У населеному пункті була православна церква та проводились базари.
У 1887 році в містечку Єреміївка Більчанської волості Одеського повіту Херсонської губернії мешкало 137 чоловіків та 129 жінок. На хуторі Єреміївському мешкало 28 чоловіків і 27 жінок.
На 1896 рік в селі Єреміївка Більчанської волості Одеського повіту Херсонської губернії при балці Свиній, було 43 двори, у яких мешкало 275 людей (142 чоловіка і 133 жінки). В населеному пункті була православна церква, паровий млин з виробництва приблизно 10 1/2 т.р., 3 лавки, винна лавка. На хуторі Єреміївському було 4 двори, у яких мешкало 13 людей (8 чоловік та 5 жінок); при селищі Шеміотовка.
На 1916 рік в селі Єреміївка Більчанської волості Одеського повіту Херсонської губернії, мешкало 517 чоловік (236 чоловік і 281 жінка).
18 червня 1920 року заможні селяни Єреміївки, а також Фештерово та Карпово підняли повстання проти радянської влади, але його швидко придушили великим загоном повітової міліції. У наслідку, було вбито кількох повстанців та одного міліціонера. Ці події викликали масовий терор проти населення, який здійснювали 26-та й 31-ша окремі бригади ЧК та кінні частини Котовського.
На початку 1924 року село Єреміївка відносилось до Бринівської сільради Тарасо-Шевченківського району Одеської округи Одеської губернії. Більшість населення Єреміївки становили німці (690 осіб). Вони мали 137 господарств.
Станом на 1 жовтня 1925 року населений пункт був центром Яреміївської німецької національної сільради Янівського району Одеської округи.
За часів румунської окупації тут розташовувалася XXI регіональна команда зондеркоманди «Р» оперативної групи «Трансністрія» під керівництвом оберштурмфюрера СС Харальда Краузе. Вона була розформована в середині 1943 року.
У роки Другої Світової війни на фронт пішло 157 селянина, 54 з них загинуло, 97 отримали державні нагороди. На братській могилі встановлений пам'ятник та пам'ятний знак.

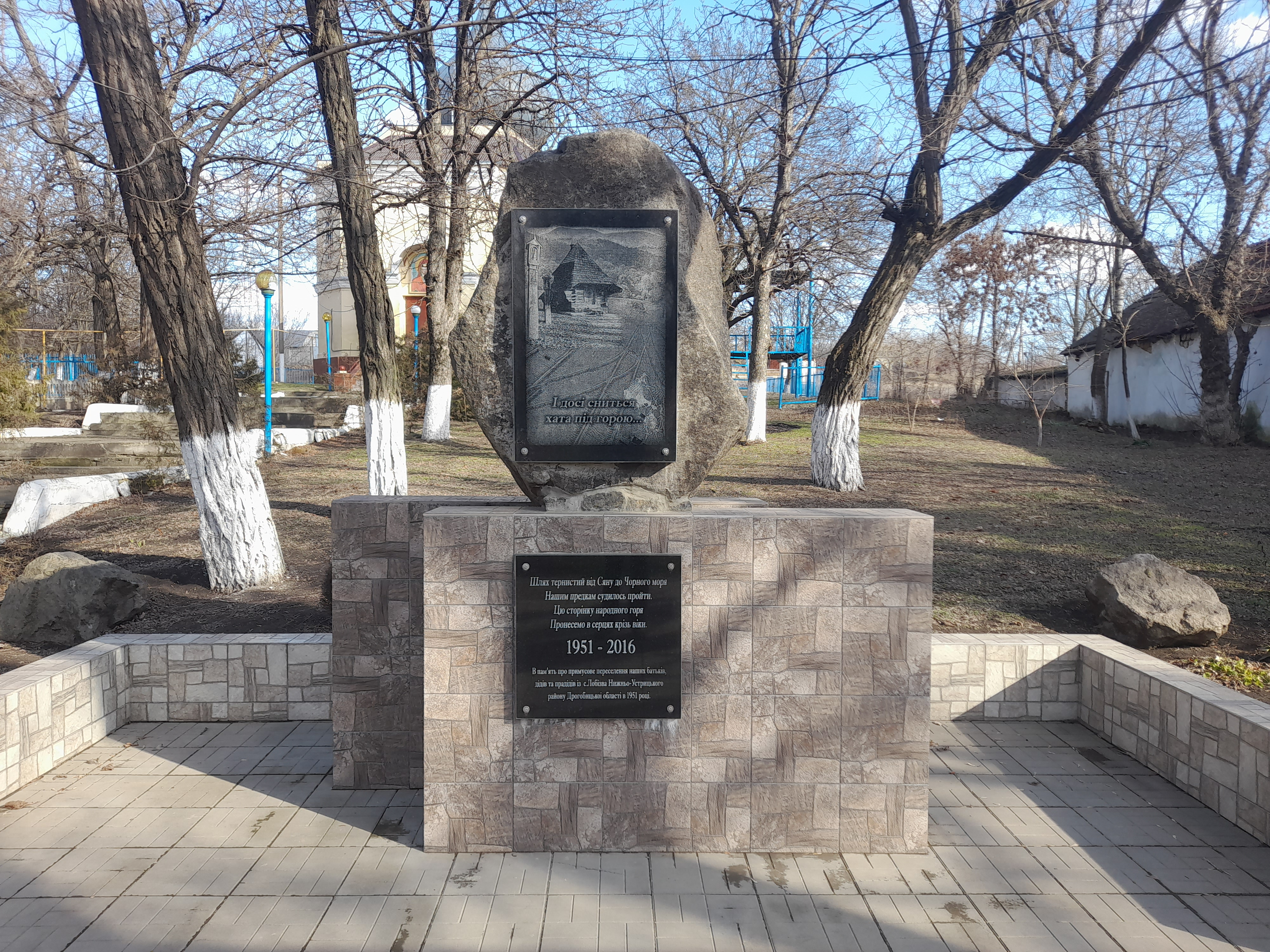
Меморіал депортованим з території Польщі українцям-бойкам

В 1951 році село стало місцем розселення етнографічної групи українців-бойків, яких було депортовано (127 сімей) з села Лобізва Нижньо-Устрицького району Дрогобицької області (нині територія Польщі).
У першій половині 1960-х років до складу Єреміївки увійшов колишній хутір Соколівка.
Станом на 1 травня 1967 року у селі знаходився господарський центр колгоспу імені Ульянова. При колгоспі був млин, олійня, пилорама, 2 ремонтні майстерні, сепараторний пункт, виноробний цех. У 1967 році у селі працювала восьмирічна школа та був клуб з залом на 400 місць.
У селі станом на 1978 рік працювала середня школа, де працювало 25 вчителів та навчалося 317 учнів. Був палац культури з залом на 450 місць, бібліотека з книжковим фондом у 8859 примірників; фельдшерсько-акушерський пункт, ясла-садок, три магазини, відділення зв'язку, столова, ощадна каса, комплексний приймальний пункт райпобуткомбінату.
У результаті адміністративно-територіальної реформи село ввійшло до складу Роздільнянської міської територіальної громади та після місцевих виборів у жовтні 2020 року було підпорядковане Роздільнянській міській раді. До того село входило до складу ліквідованої Єреміївської сільради і було її центром.

## Населення
Станом на 1967 рік у селі 810 особи. У 1978 році у селі було 750 подвір'їв та мешкало 1244 особи. Згідно з переписом УРСР 1989 року чисельність наявного населення села становила 482 особи, з яких 230 чоловіків та 252 жінки.
За переписом населення України 2001 року в селі мешкало 575 осіб, у 2010 — 681; 2011 — 681; 2012 — 681; 2013 — 678; 2014 — 674; 2015 — 688.
| Категорія                | 2012 | 2013 | 2014 | 2015 |
| ------------------------ | ---- | ---- | ---- | ---- |
| Дворів                   | 244  | 244  | 244  | 244  |
| Дітей дошкільного віку   | 20   | 18   | 18   | 16   |
| Шкільного віку           | 86   | 78   | 77   | 68   |
| Громадян пенсійного віку | 218  | 216  | 212  | 203  |
| Померлих                 | 16   | 11   | 10   | 12   |
| Народжених               | 6    | 3    | 4    | 2    |

### Мова
Розподіл населення за рідною мовою за даними перепису 2001 року:
| Мова       | Відсоток |
| ---------- | -------- |
| українська | 96,87 %  |
| молдовська | 1,74 %   |
| російська  | 0,87 %   |
| білоруська | 0,17 %   |
| болгарська | 0,17 %   |

## Пам'ятки
- Храм Казанської ікони Божої Матері, збудований у 1821 році

## Відомі особистості
- Новацький Володимир Миколайович — Южненський міський голова Одеської області (з 2006 року), голова Одеської обласної ради (2003—2005 рр.).